# Euphorbia rubella
Euphorbia rubella es una especie fanerógama perteneciente a la familia de las euforbiáceas. Es originaria de Etiopía.

## Descripción
Las raíces tienen tubérculos subglobosos a veces alargados. Cuando crece en las grietas de las rocas, el ápice desfigurado por la constricción. El tallo normalmente no está ramificado, y se encuentra completamente bajo tierra, de ± 3 x 0,7 cm, cubierto por tubérculos dispuestos en espiral.

## Ecología
Se encuentra en el suelo oscuro de piedra caliza  en las grietas  de las laderas cubiertas de hierba abierta con parches de matorrales de hoja perenne, a una altitud de 1850-1950 metros.
Extremadamente escasa en colecciones (una especie de una zona muy caliente, árida y brillante).
La que se encuentra en Uganda, Kenia, Sudán es Euphorbia brunellii.

## Taxonomía
Euphorbia rubella fue descrita por Ferdinand Albin Pax y publicado en Botanische Jahrbücher für Systematik, Pflanzengeschichte und Pflanzengeographie 33: 287. 1903.
Etimología
Euphorbia: nombre genérico que deriva del médico griego del rey Juba II de Mauritania (52 a 50 a. C. - 23), Euphorbus, en su honor – o en alusión a su gran vientre –  ya que usaba médicamente Euphorbia resinifera. En 1753 Carlos Linneo asignó el nombre a todo el género.
rubella: epíteto griego que significa "levemente roja".